# Jean Brèthes
Jean Brèthes   (Sent Sever, 24 de febrer de 1871 - Buenos Aires, 2 de juliol de 1928), també conegut com a Germà Judulien Casa o Juan Brèthe, va ser un científic autodidacta, naturalista, entomòleg, ornitòleg, zoòleg i geòleg. Va ser el primer entomòleg del Museu Nacional, avui conegut com a Museu Argentí de Ciències Naturals. Va ser un proper col·laborador de Florentino Ameghino, el qual va traduir al francès diverses de les seues obres. Gràcies a la seua intensa activitat va sistematitzar una gran quantitat d'espècies de l'entomologia llatinoamericana. Va ser el precursor en la lluita contra les plagues agrícoles en temps en què no s'havien desenvolupat els insecticides per combatre-les.

## La seua arribada a Buenos Aires[1]
Jean Brèthe va néixer el 24 de febrer de 1871 a Sent Sever (Landes) a al sud-oest de França. Era el tercer fill d'una humil família, els seus pares van ser Jean Brèthe i Claire Tauzin.
En un entorn semirural, el seu pare s'exercia com tallador de fustes, i des de la seua infantesa es va familiaritzar amb els insectes que originaven les gal·les de la fusta.
A una edat primerenca es va unir a la Congregació dels Germans de les Escoles Cristianes, també coneguts com Germans de La Salle. Amb ells va aprendre llatí, dibuix i moltes disciplines que li ajudarien en les seues futures activitats.
En 1890, amb només dènou anys, va arribar a Buenos Aires com a integrant d'un contingent de Germans que tenien la missió de prestar serveis com a professor i educador en diferents ambients.
Entre 1892 i 1899 es va exercir com a professor de les classes preparatòries per a ingressar en el batxillerat del Col·legi del Salvador .
A principis de segle XX es va incorporar al cos docent del recentment acabat Col·legi Lasalle.
Una de les seues primeres activitats va ser crear el Museu de Ciències Naturals del Col·legi. Amb aportacions pròpies i dels alumnes va reunir importants peces aconseguint valoritzar a la col·lecció i assentant les bases per a la concreció d'un gran museu que subsisteix fins al dia d'avui. El va dirigir fins a 1907, sent el seu successor el Germà Esteban Fournier.

## Les seues primeres passes[2]
A partir de 1897 el jove Germà Judulien es dirigia tots els dijous al Museu Nacional de Ciències Naturals sol·licitant ajuda per classificar els insectes que portava guardats en una caixa amb forma de llibre.
En aquests anys va realitzar al Museu Nacional donacions d'insectes i aràcnids que recollia en les seves investigacions.
Les aportacions de Brèthe poden apreciar-se en les "Notes Fitoteratològiques", que va publicar Ángel Gallardo en 1899.

## La catifa màgica deJean H. Fabre[3]
Fabre es va destacar com a naturalista, humanista i entomòleg. Amic personal de Charles Darwin, malgrat les seues conviccions oposades a la teoria de l'evolució. A finals de segle xix, Fabre va entrar en contacte amb Brèthe i li va sol·licitar la seua ajuda per estudiar els coleòpters sud-americans. El Germà Judulien va treballar amb gran energia, enviant al savi francès abundant material, el qual va despertar el seu entusiasme.
En la seua obra més reconeguda, "Souvenirs entomologiques", Fabre va brindar un sentit reconeixement al seu col·laborador a Buenos Aires: "... Llavors el meu deler de viatjar torna, més intens que mai, si un poguera trobar un seient a la catifa de la qual llegim en Les Mil i Una Nits, la famosa catifa sobre la qual un ha de seure perquè el porten on li plaga. Oh quin meravellós transport!
Si només poguera trobar un xicotet lloc en ella i amb bitllet de tornada!
El trobe. Li dec aquesta bona fortuna inesperada a un Germà de les Escoles Cristianes, el Germà Judulien, del Col·legi La Salle de Buenos Aires. La seua modèstia s'ofendria per les lloances que li deu el seu deutor. Diguem simplement que, seguint les meues instruccions, els seus ulls prenen el lloc dels meus. Ell busca, troba, observa, m'envia les seues notes i els seus descobriments. Jo observe, busque i trobe amb ell, per correspondència.
L'aconseguisc; gràcies a aquest col·laborador de primer nivell, tinc el meu seient a la catifa màgica. Heus ací jo en les pampes de la República Argentina, amb ganes d'establir un paral·lel entre la feina dels escarabats piloters de Serignan (on realitzava els seus estudis Fabre) i la dels seus rivals en l'hemisferi oest ... "

## Col·laborador deFlorentino Ameghino[4]
El 1902 Florentino Ameghino va accedir, després d'una llarga espera, a l'adreça del Museu Nacional de Ciències.
En reconeixement del tenaç treball que desenvolupava Brèthe, li va oferir encarregar-se de la secció entomològica, constituint-se d'aquesta manera en el primer entomòleg específic del museu (anteriorment la tasca estava a càrrec del mateix Carlos Berg, director de la institució)
Ameghino informava "... pel que fa als insectes, fa pocs dies que l'encarregat de la secció entomològica, senyor Brèthe, ha pres possessió del seu treball. Ara està prenent coneixement de la col·lecció, que es troba en un estat en què vosté no podria imaginar-se-la... "
Es va exercir en aquesta tasca durant 26 anys, fins al moment de la seua mort.
Durant la direcció d'Ameghino l'activitat al Museu va prendre un ritme quasi febril amb gran quantitat de publicacions i importants treballs. Brèthe es va sumar amb gran entusiasme a la tasca. Amb els anys, recordant aquells temps escriuria: "...Ameghino va donar a conèixer els seus "Recherches de Morphologie Phylogénétique sur les molaires supérieures des Ongulés", treball que ocupa tot el tom referit. Va ser una obra que va veure la llum en deu mesos! Mentre s'imprimien els primers quaderns (tenia al meu càrrec els dibuixos que il·lustraven l'obra), se seguia el manuscrit i s'acompanyaven les correccions: així amb un treball paral·lel i múltiple, Ameghino portava la seua tasca fecunda i incansable..."
També estava a càrrec de realitzar els preparats microscòpics i de traduir al francès els treballs, entre aquests una obra de capital importància: "Mi Credo".
Els llaços amb Ameghino es van fer molt estrets. "... Els deu anys que he viscut en contacte diari amb Florentino Ameghino, des de 1902 a 1911 a que va morir, em van permetre quiratar el fons íntim d'aquest gran home. I per expressar el meu pensament en una sola paraula, diré que va ser un home superior..."

## Família[5]
Cap a l'any 1902 havia deixat definitivament els hàbits i les seues activitats científiques avançaven a pas ferm. La seua decisió no va significar de cap manera una ruptura o allunyament, l'Ordre en la qual professava no implicava el vot eclesiàstic, i Brèthe va mantenir inalterats els principis i valors que l'havien portat a exercir el ministeri. Per tant, va seguir exercint com a professor de Ciències Naturals al col·legi del Salvador al costat dels seus antics Germans.
No obstant això va ser difícil per al jove científic donar tan important pas, explica el Dr. José Liebermann "... El principi va ser dur per a Brèthe; es va rebre de traductor públic, i va haver de donar lliçons i dedicar-se a diverses activitats..."
Cap a 1902 va conèixer a la qual després seria la seua muller, Leontina Rossi Belgrano, excel·lent dibuixant i pintora. El casament es va produir a la Parròquia de Montserrat, el 7 de setembre de a 1903. La família de Leontina es va constituir en un important suport per Brèthe que no tenia parents a l'Argentina. El 1904 va néixer el seu primer fill: Juancito Julio Brèthe.

## Lluitant contra les plagues[6]
A principis de segle XX els núvols de llagostes feien estralls en els cultius. Es va decidir buscar diferents estratègies per combatre-les. Ángel Gallardo va proposar portar a país a l'especialista canadenc Felix D'Herelle, perquè dirigira la Secció Bacteriològica de l'Institut Entomològic i desenvolupar un cocbacil paràsit de la llagosta, però no es van obtenir els resultats desitjats.
Brèthe va intentar donar-li al problema un enfocament diferent plantejant la lluita mitjançant els enemics naturals de les plagues. Sobre el 1906 va rebre del Dr. Caride Massini algunes mosques que, després de detallats estudis, va batejar amb el nom de Sarcophaga caridei (Sarcophagaidae). Va poder determinar que era un element adequat per a combatre a la Schistocerca paranaensis. Era un pas molt prometedor, les sarcophagas són ovovivípares, intercepten a les llagostes en l'aire i col·loquen una larva sobre aquestes, abatent-les per l'impacte. Ràpidament les larves penetren per les membranes intersegmentals i s'alimenten dels fluids i teixits del cos.
Per tal de poder utilitzar-les en el control dels núvols de llagostes es van dissenyar i van construir gàbies proveïdes d'un doble fons per recol·lectar les larves, per després dur-les a estacions distribuïdes per tot el país.
No obstant això sorgien diferents tipus de problemes que retardaven la concreció. El 1933 es continuava analitzant si era possible preservar les larves fins a arribar a la destinació. Finalment els insecticides van fer callar tota polèmica.

## Institut Biològic de la Societat Rural[8]
El 1917, Joaquín S. d'Anchorena va fundar l'Institut Biològic de la Societat Rural Argentina.
Concebut com una emprenedoria dedicada a la investigació i a l'assessorament dels productors en qüestions de sanitat agrícola i ramadera. Era una important oportunitat per poder portar a la pràctica les idees sobre la lluita biològica que tant li interessava.
Avui, a més de cent anys de la seua proposta, l'agricultura biològica s'obre camí com una resposta racional davant de l'abús en la utilització d'agrotòxics.
Entre altres obres referides a aquestes qüestions, va escriure sobre:
· Marieta de l'acàcia (Chapelus medius)
· Cuca del cistell (Oeceticus kirbyi var. platensis Berg) i els seus paràsits
· Corc de la carlota (Listronotus oregonensis)
· L'arna de la taronja (Gymnandrosoma aurantianum) i el seu enemic natural: Pteromalus caridei Brèthes
· Cuc blanc (Diloboderus abderus)
· Mosca de la fruita (Ceratitis capitata)
· Cotxinilla del pi (Leucaspis pini)
· Cuca mora (Epicauta adspersa)
· Cucs blancs (Dyscinetus gagates)
· Pugó de la pomera o pugó llanós (Eriosoma lanigerum)
· Arna dors de diamant (Plutella xylostella)
Per la seua obstinació i perseverança s'assenyala en el Diccionari Biogràfic del Camp Argentí: "...va prestar valuosos serveis a l'Institut Biològic de la Societat Rural Argentina. Va realitzar els estudis més avançats que es coneixen al nostre país per combatre les plagues dels arbres, especialment la de la bestiola canastra en els diversos ordres de la producció agrícola..."

## Conflictes[10]
El descobriment de la Sarcophaga caridei va ser origen de grans polèmiques i rivalitats. Fernando Lahille va assenyalar, erròniament, que es tractava de la Sarcophaga acridiorum. Posició presentada a través d'escrits satírics. Al seu defensa van concórrer importants personalitats com Ángel Gallardo i Eduardo Holmberg. Recordem que Brèthe era un home d'Ameghino i que tant Gallardo (deixeble de Berg) com Holmberg estaven lligats a l'antiga direcció.
Brèthe es trobava pràcticament només i Gallardo (director del museu després de la mort d'Ameghino) no volia a un estranger ocupant un lloc tan expectant en la institució. Per pressionar-li va indicar que no podia exercir-se simultàniament al museu i en la Societat Rural (arribant a proposar el lloc als seus coneguts). Tot i la menor remuneració que oferia el museu, Brèthe va renunciar a la parada de la Rural.
Holmberg i Carlos Lizer i Trelles (col·laborador de Lahille) van intensificar els seus atacs a través de les publicacions de Physis. A el mateix temps impedien a Brèthe exercir la seua defensa a través d'un article que va enviar a la redacció i que no va ser publicat. Per tant, es va veure obligat a publicar a costa un treball en resposta als greuges titulat "Per dues Bestioles". En el mateix assenyalava: "...i n aquests articles s'albirava, sense emprar lent ni microscopi, una cosa així com que es passa de les correccions científiques a preguntetes personals..."
La polèmica va consumir els últims anys de Brethe que va intentar presentar una resposta a la qüestió a través de la seva obra: "A Propòsit de Masarygus Brethe i de Sarcophaga caridei Brethe". No obstant això la greu malaltia que l'afligia el va obligar a interrompre la conferència que estava dictant i en què demostrava l'exactitud de la seua classificació (havia rebut confirmació des dels Estats Units per part de Dr. Jeffrey Aldrich assenyalant que la Sarcophaga caridei era una espècie correcta). L'obra va ser publicada postmortem per la Societat Entomològica Argentina el 1928.
Lahille va mantenir oberta la polèmica i alguns anys després va publicar "Dos Mosques" en què atacava novament a Brèthe i a Caride Massini.

## Transmetent els seus valors[11]
La paraula de Brèthe va calar profundament en els seus parents i amics. Segurament portava un missatge de profunda religiositat, fruit del seu pas pels Germans de les Escoles Cristianes.
La seua influència en la família va ser molt significativa. Va ser gràcies a la seua intervenció que el seu nebot, Tomàs Travi, va decidir prendre els hàbits i desenvolupar la seua brillant carrera sacerdotal en la qual va arribar a Provincial de la Companyia de Jesús.
També el seu jove cunyat, Carlos Rossi Belgrano, va treballar al costat d'ell a l'Institut Entomològic i aquest va ser el pas inicial perquè començara la seua carrera en medicina.

## Expedicions Científiques
A través del seua constant dedicació Brèthe va aconseguir convertir el Museu Nacional en un centre internacional de primer nivell, a què enviaven les seues col·leccions des de tot el continent (i encara d'Europa) perquè foren sistematitzades.

### Enviaments des de Brasil
El 1918 el Dr. Antonio Ronna va enviar un lot d'exemplars que havia trobat en les proximitats de Sant Pau. En el seu honor Brèthe va batejar a un de les noves espècies com Heteroscapus ronnai.

### Campanyes al Perú
En el mateix any es va realitzar al Perú la primera expedició científica universitària, organitzada pel savi Carlos Rospigliosi Vigil i en 1920 una segona expedició amb l'auxili suec i la participació d'Otto Nordenskjöld. Tot el material recollit va ser enviat a Buenos Aires per a la seua classificació taxonòmica. Com a agraïment Brèthe va cridar Tanava rospigliosi a un dels insectes tipus trobats.

### Lligams amb Xile
Des dels primers anys de segle XX Brèthe havia establert una forta amistat amb Carlos Porter, classificant les noves espècies que li enviara des del Rio Blanco (en el vessant oest de l'Aconcagua). Amb els anys Brèthe va fer més de cinquanta publicacions en la Revista Xilena d'Història Natural fundada i dirigida per Porte.

### Exemplars del Paraguai
El 1910 va arribar a país el savi Moisés Bertoni i va tenir ocasió de reunir-se amb Brèthe. La relació va continuar per molts anys i, després de la mort de l'estudiós suís, a través del seu fill Arnoldo de Winkelried Bertoni. En repetides ocasions va ser enviat material entomològic per a la seua classificació i es van realitzar mutus homenatges. Així Bertoni va cridar Minixi brethesi a una espècie que va trobar i Brèthe va correspondre amb la Nortonia bertonii.

### Expedició australiana
A finals de 1920 va arribar a l'Argentina una missió australiana amb l'objectiu de trobar enemics naturals de les cactàcies que eren plaga de l'agricultura en Noves Gal·les de Sud. Després de contactar-se amb Brèthe van recórrer la Rioja, Catamarca, Mendoza i Còrdova. Lliurant el material recol·lectat a les autoritats del Museu Nacional per a la seua classificació i estudi.

### El Germà Apollinaire Marie de Colòmbia
A Bogotà complia una tasca similar a la de Brèthe el germà Apollinaire Casa (Nicolás Seiller) de les escoles La Salle. Era per tant un antic company de l'entomòleg franco-argentí. Tots dos científics es van posar en contacte cap a 1926. A la revista Raó i Fe s'anunciava: "...Diversos himenòpters de Colòmbia enviats per H Apolinar Maria, de Bogotà, a el senyor Brèthe, de Buenos Aires, han donat ocasió a aquest per a descriure diverses espècies de les famílies bracònids, icneumònids, àpids, vèspids, i un nou gènere d'aquests últims..."

### ElBritish Museum
El 1924 la Societat Científica Argentina anunciava: "... Tenim la satisfacció de donar a conèixer als nostres lectors que el Museu de Londres (British Museum) acaba de donar a un dels nostres homes de ciència i membre de la nostra Societat Científica Argentina una mostra de confiança poc comú pel seu valer moral i científic. Se sap que aquest Museu té una ressonància mundial per les seues col·leccions valuosíssimes, a les que té cura amb un zel admirable, per les seues publicacions, fruit d'una purificada escrupolositat, per les seues viatgers naturalistes que recorren silenciosos tothom, pel poc nombre de naturalistes - però ben triats - als que es permet estudiar les seues col·leccions, etc. El fet que el Museu britànic propose a un naturalista de contribuir a l'estudi de les seues col·leccions, donant ell el primer pas, és honrós i digne de cridar l'atenció; més encara tractant-se d'enviar aquestes col·leccions a regions llunyanes amb les contingències inherents als viatges llargs. Aquestes i altres consideracions summament favorables per al nostre ambient científic i per al nostre país ens ha suggerit la carta següent que el Museu britànic ha dirigit a director de la secció entomològica del Museu nacional d'Història natural, doctor Joan Brèthe, arran de la publicació del seu últim treball en aquests Annals..."
En efecte es tractava de la col·lecció de coccinèl·lids recol·lectats per Charles Darwin en la seua expedició a bord del Beagle. Els resultats obtinguts van ser tan importants per a les autoritats del museu londinenc que es van fer cinc enviaments més per a l'estudi de Joan Brèthe.

### Institut Entomològic de Berlín
El savi Walther Hermann Richard Horn, director de l' Institut Entomològic de Berlín, va sol·licitar la col·laboració de Brèthe per a la classificació dels himenòpters sud-americans que formaven part de la col·lecció del seu Institut. Com a fruit d'aquest treball van resultar dos articles publicats el 1927 a la Revista Entomologische Mitteilungen. Portaven per nom "Hyménoptères Sud-Américains du Deutsches Entomologisches Institut"

## Reconeixements en gèneres[12]
Diversos gèneres van ser nomenats en honor de Joan Brèthe, entre ells podem esmentar:
- Brethesia per Schrottky, 1909 (Himenòpter)
- Brethesiella per Porter/Timberlake, 1919 (Himenòpter)
- Brethynnus per Genise 1991, (Himenòpter)
- Brethesiamyia per Maia 2010, (Dípter)

## Reconeixements en espècies
Són moltíssimes les espècies dedicades al gran estudiós. Presentem un llistat parcial d'aquestes:
- Aceria brethesi (Lizer, 1917)
- Aenasius brethesi De Santis, 1964
- Aleiodes brethesi (Shenefelt, 1975)
- Alloscirtetica brethesi (Jörgensen, 1912)
- Apanteles brethesi Porter, 1917
- Augochloropsis brethesi (Vachal, 1903)
- Balcarcia brethesi Blanchard, 1941
- Brachiacantha brethesi (Korschefsky)
- Centris brethesi Schrottky, 1902
- Ceropales brethesi Banks, 1947
- Chrysocharis brethesi Schauff & Salvo, 1993
- Coccophagus brethesi De Santis, 1967
- Colletes brethesi Jörgensen, 1912
- Conura brethesi (Blanchard, 1935)
- Culex (Culex) brethesi Dyar, 1919
- Dasybasis brethesi Coscaron & Philip, 1967
- Diapetimorpha brethesi Schrottky, 1902
- Diomus brethesi Gonzalez & Gordon, 2003
- Fillus brethesi, Navas, 1919
- Gnomidolon brethesi Bruch, 1908
- Hemeroplanes brethesi Kohler, 1924)
- Halictus brethesi Vachal, J. (1903)
- Helorus brethesi Oglobin, 1928
- Heterospilus brethesi Marsh, 2013
- Hypodynerus brethesi Jörgensen, 1912
- Hyperaspis brethesi Gordon & Canepari, 2008
- Hypodynerus brethesi Jörgensen, 1912
- Minixi brethesi (Bertoni, 1927)
- Megachile brethesi Schrottky, 1909
- Montezumia brethesi Bertoni, 1918
- Mycetophila brethesi Schrottky, 1909
- Nectopsyche brethesi (Navas, 1920)
- Lepidomyia brethesi (Shannon, 1928)
- Litomastix brethesi Blanchard, 1936
- Pepsis brethesi Montet, 1921
- Podagritus brethesi Leclercq, 1951
- Psychidosmicra Brethesi Blanchard, 1936
- Rhodnius brethesi (Matta, 1919)
- Tetralonia brethesi Jorgensen 1912
- Tolmerolestes Brethesi Gemignani 1936
- Trypoxylon brethesi Gemignani 1936
- Zikanapis brethesi Compagnucci, 2006.

## Títols, distincions i honors[calcitació]
- Professor de Ciències Naturals del Col·legi del Salvador.
- Fundador del Museu de Ciències Naturals de Col·legi De La Salle "Germà Esteban Fournier".
- Membre corresponent del Museu de París.
- Encarregat de la Secció Entomològica del Museu Nacional d'Història Natural "Bernardino Rivadavia", març de 1902.
- Professor d'Entomologia de l'Escola Normal de professores "Roque Sáenz Penya", Nº1, abril 1904.
- Professor del Curs Especial Superior, gener de 1904
- Vicepresident del Consell Escolar Nº 16 de Buenos Aires
- Cap de l'Institut Entomològic i de Patologia Vegetal, 1912.
- Societat Científica Argentina, soci actiu des de març de 1915.
- Medalla d'or i diploma de l'Exposició Internacional de Sant Francesc, novembre de 1915.
- Tècnic entomòleg de la Societat Rural Argentina.
- Membre de l'American Association for the Avancement of Science des d'abril de 1916.
- Membre de l'Acadèmia Argentina de Ciències, des de juliol de 1916.
- Membre de la Société Scientifique du Chili, abril de 1916.
- Membre fundador de la Societat Ornitològica del Plata, agost de 1916.
- Membre de la Reial Societat Espanyola d'Història Natural, maig de 1917.
- Doctor Honoris causa de la Facultat de Ciències de la Universitat San Marcos (Lima), desembre de 1918.
- Membre Corresponent de la Société D'Étude et Vulgarisation de la Zoologie, 1919.
- Soci Numerari de la Sociedad Entomológica de España des d'octubre de 1919.
- Professor Honorari d'Entomologia de l'Escola d'Agricultura de la Universitat de Manaus (Brasil), desembre de 1919
- Guardonat amb medalla d'or per l'Acadèmia Internacional de Geografia Botànica de Le Mans (França). Primera distinció lliurada per aquesta Acadèmia en Sud Amèrica, desembre de 1919.
- Membre de Número de la Société Linnéenne de Lió, 1921.
- Professor Titular d'Entomologia Agrícola a la Facultat d'Agronomia de la Universitat de la Plata, octubre de 1922.
- Soci corresponent de la Societat Científica "Antonio Alzate" (Mèxic), setembre de 1923.
- Membre de la Société de Pathologie Vegetale et D`Entomogie Agricole de France, febrer de 1924 (Presentat per Marchal i Vayssière).
- Soci Honorari de la Societat de Geografia i Estadístiques de Mèxic, 5 de juny de 1924.
- Membre Titular del Societat Entomològica Argentina, 25 novembre de 1925.
- Soci Honorari de la Societat Xilena d'Història Natural 5 d'octubre de 1926.
- Membre de l'Acadèmia Xilena de Ciències Naturals 4 de desembre de 1926.

## Obres
1. Quelques notes sur plusieurs coprophages de Buenos Aires, Revista del Museo de La Plata, 1899.
2. Los escarabajos de Buenos Aires, Folleto de 16 pp. y figs., Bs. Aires, 1900.
3. Parisanopus, un nouveau genre de Staphylius, Comunicaciones del Museo Nacional de Buenos Aires, t. 1, pàg. 215-219, 1900.
4. El Bicho Moro. Estudio biológico sobre Epicauta adspersa Klug y medios de destruirla, B.A.G., 1(14), pàg. 20-31, 1901.
5. Notes biologiques sur trois hyménoptères de Buenos Aires, Revista del Museo de la Plata, t. 10, pàg. 195-205, 1901.
6. Métamorphoses de L'Uroplata (Heterispa) Costipennis, Anales del Museo Nacional, t. VIII, pàg. 13-16, 1902.
7. Contributions á l'étude des Hyménoptères de l'Amérique du Sud et spécialement de la République Argentine: Les Chrysidides, Anales del Museo Nacional, t. VIII, pàg. 263-295, 1902.
8. Les Pinophilinis Argentins (Coléoptères Staphylins), Anales del Museo Nacional, t. VIII, pàg. 305-18, 1902.
9. Sur quelques Nids de Vespides, Anales del Museo Nacional, t. VIII, pàg. 413-18, 1902.
10. Un nuevo Meteorus argentino (Hymenóptera, Braconidae), Anales del Museo Nacional, t. IX, pàg. 53, 1903.
11. Los Euménidos de las Repúblicas del Plata, Anales del Museo Nacional, t. IX, pàg. 231, 1903.
12. Contribución al estudio de los Véspidos sudamericanos y especialmente argentinos, Anales del Museo Nacional, t. IX, 1903.
13. Un nuevo Anthidium de Patagonia, Anales del Museo Nacional, t. IX, pàg. 351-353, 1903.
14. Trimeria buyssoni, Un nuevo Masárido argentino, Anales del Museo Nacional, t. IX, pàg. 371-374, 1903.
15. Himenópteros nuevos o poco conocidos Parásitos del bicho de cesto (Oeceticus platensis Berg), Anales del Museo Nacional, t. XI, pàg. 17-24, 1904.
16. Insectos de Tucumán, Anales del Museo Nacional, t. XI, pàg. 329-47, 1904.
17. Biología del Dasyscelus normalis Brunn, Anales del Museo Nacional, XII, pàg. 67-73, 1905.
18. Descripción de un nuevo género y de una nueva especie de Clavicornio de Buenos Aires (Coleóptero), Anales de la Sociedad Científica Argentina, 59, pàg. 76-79, 1905.
19. Nuevos Euménidos argentinos, Anales del Museo Nacional, XII, pàg. 21-39, 1906.
20. Sarcophaga Caridei, una nueva mosca langosticida, Anales del Museo Nacional, t. XIII, pàg. 297, 1906.
21. Véspidos y Eumenídidos sudamericanos (nuevo suplemento), Anales del Museo Nacional, t. XIII, pàg. 311, 1906.
22. Himenópteros sudamericanos, Anales del Museo Nacional, t. XVI, pàg. 1, 1907.
23. Chlanidefera Culleni Una nueva mariposa argentina, Anales del Museo Nacional, t. XVI, pàg. 45, 1907.
24. Catálogo de los Dípteros de las repúblicas del Plata, Anales del Museo Nacional, t. XVI, pàg. 277, 1907.
25. El género Urellia (Díptera) en el Plata, Anales del Museo Nacional, t. XVI, pàg. 367, 1907.
26. Una nueva Urellia de Patagonia, Anales del Museo Nacional, t. XVI, pàg. 471, 1907.
27. Sobre tres Exorista (Dipt.) parásitas de la Palustra tennis Berg, Anales del Museo Nacional, t. XVI, pàg. 473, 1907.
28. A propósito de la Mosca langosticida, Boletín de Agricultura y Ganadería, VII, n.º 112 y 115, 1907.
29. Sobre algunas esfégides del grupo de Sphex Thoma, Anales del Museo Nacional, t. XVII, pàg. 143, 1908.
30. Sobre la Mastophera extraordinaria Holbg. y su nidificación, Anales del Museo Nacional, t. XVII, pàg. 163-168, 1908.
31. Dos nuevos Platypus (Col.) argentinos, Anales del Museo Nacional, t. XVII, pàg. 225-227, 1908.
32. Contribución preliminar para el conocimiento de los Pepsis, Anales del Museo Nacional, XVII, pàg. 233-243, 1908.
33. Masarygidae Una nueva familia de Dípteros, Anales del Museo Nacional, t. XVII, pàg. 439-43, 1908.
34. Himenópteros de Mendoza y de San Luis, Anales del Museo Nacional, t. XVII, pàg. 455, 1908.
35. Los insectos dañinos a la horticultura. El Torito (Ditoboderus abderus), Boletín Agrícola Ganadero, t. 8, pàg. 4-8, 1908.
36. Descripción de una larva de Glyptobasis, Revista Chilena de Historia Natural, t. II, 1908.
37. Sobre la avispa langosticida, Revista del Jardín Zoológico, Buenos Aires, 1908.
38. Notas sobre algunos Arácnidos, Anales del Museo Nacional, t. XIX, pàg. 45, 1909.
39. Himenópteros nuevos de las repúblicas del Plata y del Brasil, Anales del Museo Nacional, t. XIX, pàg. 49-69, 1909.
40. Una Anthophorina parásita, Anales del Museo Nacional, t. XIX, pàg. 81-83, 1909.
41. Dípteros e Himenópteros de Mendoza, Anales del Museo Nacional, t. XIX, pàg. 85-105, 1909.
42. El Bicho colorado, Anales del Museo Nacional, t. XIX, pàg. 211-217, 1909.
43. Notas Himenopterológicas, Anales del Museo Nacional, t. XIX, pàg. 219-23, 1909.
44. Himenóptera paraguayensis, Anales del Museo Nacional, t. XIX, pàg. 225-256, 1909.
45. Himenópteros en Mendoza y de San Luis, folleto, Buenos Aires, Impr. de J. A. Alsina, 1909.
46. Coleópteros argentinos y bolivianos, en Anales Sociedad Científica Argentina, t. LXIX, pàg. 205, 1910.
47. Sur les Aneyloscelis et genres vaisins, Boletín de la Sociedad Entomológica Francesa, pàg. 211-213, 1910.
48. Dos insectos nuevos chilenos, Revista Chilena de Historia Natural, t. IV, pàg. 67-69, 1910.
49. Sur quelques hyménoptères du Chili, Revista Chilena de Historia Natural, t. IV, pàg. 141-146, 1910.
50. El género Pepsis en Chile, Revista Chilena de Historia Natural, t. IV, pàg. 201-210, 1910.
51. Quelques nouveau Ceropalides du Musée de S. Paulo, Revista del Museo Paulista, t. VIII, pàg. 64-70, 1910.
52. Dípteros nuevos o poco conocidos de Sud América, Revista del Museo Paulista, t. VIII, pàg. 469-484, 1910.
53. Los mosquitos de la República Argentina, Congreso Científico Internacional Americano, t. 1 351, 1910.
54. Himenópteros argentinos, Anales del Museo Nacional, t. XX, pàg. 205-316, 1910.
55. Sobre la Brachycoma acridiorum (Weyenb.), Anales del Museo Nacional, t. XXII, pàg. 444-446, 1912.
56. Descripción de un nuevo una anthopgénero y especie nueva de Chironomidae (Dípt.), Anales del Museo Nacional, t. XXII, pàg. 451-456, 1912.
57. Descripción de un nuevo género y especie de cochinilla de la República Argentina, Anales del Museo Nacional, t. XXIII, pàg. 279-281, 1912.
58. Los mosquitos de la República Argentina, Bol. Inst. Ent. Pat., t. 1, pàg. 1-48, 1912.
59. Description d´un Colèpteré argentin nouveau, Revista Physis, 1 (2), pàg. 87-88, 1912.
60. Himenópteros de la América Meridional, Anales del Museo Nacional, t. XIV, pàg. 35, 1913.
61. Description d´un Pandeleteius nouveau de Buenos Aires, Revista Physis, 2, pàg. 192-193, 1913.
62. Las plagas de la agricultura Nº1, folleto de vulgarización, 1913.
63. Las plagas de la agricultura Nº2, folleto de vulgarización, 1913.
64. Description d´un nouveau Chironomidae du Chili, Revista Chilena de Historia Natural, t. XVII, pàg. 19-20, 1913.
65. Description d´un nuovel Hymenóptère du Chili, Revista Chilena de Historia Natural, t. XVII, pàg. 34, 1913.
66. Description d´un nuoveau Curculionidae du Chili, Revista Chilena de Historia Natural, t. XVII, pàg. 39-40, 1913.
67. Description d´un nuoveau genre et d´une nouvelle espèce d´Hemiptère Sud Americaine, Revista Chilena de Historia Natural, t. XVII, pàg. 151-152, 1913.
68. Un nouveau genre et d´une nouvelle espece de Cynipide du Chili, Revista Chilena de Historia Natural, XVII, pàg. 159-161, 1913.
69. Una nouvelle espèce de Diptère pupirare du Chili, Revista Chilena de Historia Natural, t. XVII, pàg. 201-204, 1913.
70. Quelques Ichneumonidae nouveau recueillis par M. le Prof. Porter dans les provinces d´Aconcagua et Tacna, Revista Chilena de Historia Natural, t. XVII, pàg. 238-241, 1913.
71. Nuestros enemigos veraniegos. La diversidad de los mosquitos, Caras y Caretas, Año XV, Nº755, 1913.
72. Los insectos dañinos, Caras y Caretas, Año XV, Nº760, 1913.
73. La Ceratitis capitata y la drosophilia, Caras y Caretas, Año XV, Nº766 1913.
74. Notes synonymiques sur quelques insectes argentins, Boletín de la Sociedad Entomológica Francesa, pàg. 58-59, 1914.
75. Une nouvelle espèce d´Ulidinas de Tucumán, Boletín de la Sociedad Entomológica Francesa, pàg. 87-88, 1914.
76. Notas entomológicas, Revista Physis, 1 (8), pàg. 583-84, 1914.
77. Les ennemies de la Diaspis pentagona dans la République Argentine, Nunquam Otiosus I., Imp. Zuppichini y Vargas., 1914.
78. Notes sur quelques Dolichodérines argentines, Anales del Museo Nacional, t. XXVI, pàg. 93-96, 1914.
79. Description d ´un nouveau Syrphidae de la République Argentine, Anales del Museo Nacional, t. XXVI, pàg. 97-98, 1914.
80. Description de six Cecidomyidae (Dipt.) de Buenos Aires, Anales del Museo Nacional, t. XXVI, pàg. 151-56, 1914.
81. Sur les formes sexuelles de deux Dolichoderines, Anales del Museo Nacional, t. XXVI, pàg. 231-234, 1914.
82. Contribution à l'etude des Pepsis, Anales del Museo Nacional, t. XXVI, pàg. 235-360, 1914.
83. Description d´un nouveau Prionomitus du Chili, Anales de Zoología Aplicada, pàg 29-30, 1914.
84. Los Insectos y la Agricultura, “El Diario”, tom LXI, 14/7/1914.
85. Las avispas útiles, el Philoponectroma pectinatum, Caras y Caretas, N.º 817, 1914.
86. Description d´un Braconidae et d´un Proctotrupidae du Chili, Revista Chilena de Historia Natural, pàg. 13-14, 1915.
87. Description d´un hyménoptère du Chili, Revista Chilena de Historia Natural, XIX,pàg. 69, 1915.
88. Description de trois Chalcididae du Chili, Revista Chilena de Historia Natural, XIX, pàg. 87-88, 1915.
89. Sur la Prospalangia platensis (n. gen, n. sp.) (Hymen.) et sa biologie, Anales de la Sociedad Científica Argentina, 79, pàg. 314-320, 1915.
90. Descripción de un género nuevo y una nueva especie de Tisanóptero de la República Argentina, Anales del Museo Nacional, t. XXVII, pàg. 89-92, 1915.
91. Un nouvel orthoptère de la République Argentine, Anales del Museo Nacional, t. XXVII, pàg. 333-34, 1915.
92. A propósito de la nota del doctor F. Lahille sobre Prospaltella Berlesei How., Anales del Museo Nacional, t. XXVII, pàg. 353-358, 1915.
93. Hyménoptéres parasites de l'Amérique Meridionale, Anales del Museo Nacional, t. XXVII, pàg. 401-430, 1915.
94. El Anopheles albitarsis F Lch. A., La semana médica, XXIII, núm. 1151, 1915.
95. La avispa contra la mosca (Prospalangia platensis), Caras y Caretas, núm. 876, 1915.
96. Descripción de una nueva mosca langosticida, Anales del Museo Nacional, t. XXVIiI, pàg. 141-144, 1916.
97. Algunas notas sobre mosquitos argentinos: su relación con las enfermedades palúdicas, etc. y descripción de tres especies nuevas, Anales del Museo Nacional, t. XXVIII, pàg. 193-218, 1916.
98. Notable caso de precocidad en el naranjo común, Revista Physis, II (10), pàg. 175, 1916.
99. El Anópheles albitarsis F. Lch. A., Revista Physis, II (10), pàg. 175-77, 1916.
100. Estudio fito-zoológico sobre algunos Lepidópteros argentinos productores de agallas, Anales de la Sociedad Científica Argentina, 82, pàg. 113-40, 1916.
101. Le genre Xylocope Latreille dans la République Argentine, Revista Physis, II (12), pàg. 407-21, 1916.
102. Un caso anormal en Polistes canadensis, var Ferreri Sauss, Revista Physis, II (12), pàg. 423-24, 1916.
103. Sobre la variabilidad de algunos Crisomélidos, caso de Chalcophana lineata (Germ.), Revista Physis, II (12), pàg. 424-25, 1916.
104. Description d´un nouveau genre et d´une nouvelle espece de Staphylinidae mirmecophile, Revista Physis, II (12), pàg. 431-32, 1916.
105. Descripción de un nuevo Carábido de la República Argentina, Revista Physis, II (12), pàg. 464-65, 1916.
106. Polistes canadensis,Chalcophena linesta, Staphylinides myrmécophile, nuevo Carábido, folleto, 7 pag., Imp. Coni, 1916.
107. Un insecto aprovechado, Caras y Caretas, núm. 920, 1916.
108. Un bicho de cesto ingenioso, Caras y Caretas, núm. 933, 1916.
109. Estudio sobre el instinto de los insectos argentino. El asesino, Caras y Caretas, núm. 952, 1916.
110. Description de trois Hyménoptères du Chili, Revista Chilena de Historia Natural, XX, pàg. 20-28, 1916.
111. Description d´un nouveau Coléoptère du Chili, Revista Chilena de Historia Natural, XX, pàg. 75-78, 1916.
112. Un nouvel Empididae du Chili, Revista Chilena de Historia Natural, XX, pàg. 83-89, 1916.
113. Description d´une nouvelle espèce de Thrips du Chili, Revista Chilena de Historia Natural, XX, pàg. 109-111, 1916.
114. Description d´un nouveau genre et d´une nouvelle espèce d´Ortalidae du Chili, Anales de Zoología Aplicada, Año III, pàg. 12-13, 1916.
115. Description de deux Hyménoptères Chiliens, Anales de Zoología Aplicada, Año III, pàg. 24-27, 1916.
116. Descripción de dos nuevos himenópteros de Buenos Aires, Physis, III, pàg. 90-91, 1916.
117. Description d´un nouveau Colubridae Aglypha de la République Argentine, Physis, III, pàg. 94, 1916.
118. Las plagas de la Agricultura I, Anales de la Sociedad Rural Argentina, t. L, pàg. 594-95, 1916.
119. Las plagas de la Agricultura II, Anales de la Sociedad Rural Argentina, t. LI, pàg. 66-67, 1917.
120. Un enemigo de las frutas: la Ceratitis capitata, Anales de la Sociedad Rural Argentina, t. LI, pàg. 301, 1917.
121. El piojo del pino Leucaspis pini, Anales de la Sociedad Rural Argentina, t. LI, pàg. 384, 1917.
122. Consideraciones sobre el parasitismo del Bicho de Cesto, Anales de la Sociedad Rural Argentina, t. LI, pàg. 399, 1917.
123. El Bicho Moro, Epicauta adspersa, Anales de la Sociedad Rural Argentina, t. LI, pàg. 591-600, 1917.
124. El pequeño escarabajo negro, Dyscinetus gagates Burm, Anales de la Sociedad Rural Argentina, t. LI, pàg. 600-601, 1917.
125. Descripción de dos nuevos Himenópteros de Buenos Aires, Physis, III (13), pàg. 90-91, 1917.
126. Description d´un nouveau Colubridae aglypha de la República Argentina: Zamenis argentinus, Physis, III, página 91, 1917.
127. Description d´une nouvelle espèce de Moustique de Buenos Aires, Physis, III (13), pàg. 226, 1917.
128. Sur une Cécidie de Physalis viscosa: description de la cécidie et de la Cecidomyie, Physis, III (14), pàg. 239-241, 1917.
129. Description d´une Cécidie et de sa Cecidomyie d´une Lippia de Entre Ríos, Physis, III (15), pàg. 411-413, 1917.
130. Description d´une galle et du papillon qui la produit, Physis, III (15), pàg. 449-451, 1917.
131. Description d´une nouvelle Dexiinae argentine, Physis, III (16), pàg. 115, 1917.
132. Los pulgones de las plantas, Anales de la Sociedad Rural Argentina, t. LI, pàg. 666-668, 1917.
133. Una maravilla zoobotánica, Caras y Caretas, N.º 1002, 1917.
134. Description d´un Mymaridae nouveau du Chili, Revista Chilena de Historia Natural, XXI, pàg. 82-84, 1917.
135. Description d'un nouveau sous-genre de Scymnus (Col.), Revista Chilena de Historia Natural, XXI, pàg. 87-88, 1917.
136. Sur quelques Dipteres de Lima, Anales de Zoología Aplicada, Año IV, pàgs. 16–18, 1917.
137. Quatre Hyménoptères parasites du Chili, Anales de Zoología Aplicada, Año IV, pàgs. 25-29, 1917.
138. Un parasite nouveau de Catocephala rufosignata, Anales de Zoología Aplicada, Año IV, pàgs. 31-32, 1917.
139. La Fauna Argentina, Saint Hnos., Buenos Aires 1917.
140. Quelque Diptères du Chili, Revista Chilena de Historia Natural, XXII, pàg. 49-50, 1918.
141. Cucilletta d'Insectes au Rio Blanco I. Hyménoptères, Revista Chilena de Historia Natural, XXII, pàg. 161-166, 1918.
142. Cucilletta d'Insectes au Rio Blanco. II. Revista Chilena de Historia Natural, XXII, pàg. 167-171, 1918.
143. Sobre algunos Himenópteros útiles del Sud del Brasil, Anales de la Sociedad Rural Argentina, t. LII, pàg. 7-11, 1918.
144. El gusano de los naranjos, Anales de la Sociedad Rural Argentina, t. LII, pàg. 73-76, 1918.
145. Tres nuevas cochinillas argentinas y sus parásitos, Anales de la Sociedad Rural Argentina, t. LII, pàg. 148-58, 1918.
146. Método Biológico contra las plagas aplicado al Oceticus platensis. La Parexorista Caridei, Anales de la Sociedad Rural Argentina, t. LII, pàg. 207-215, 1918.
147. La mosca de las frutas, Anastrepha fraterculus, Anales de la Sociedad Rural Argentina, t. LII, pàg. 273-276, 1918.
148. La polilla de los graneros, Calandra oryzae, Tinea granella, Anales de la Sociedad Rural Argentina, t. LII, pàg. 339-342, 1918.
149. La mosca brava, Anales de la Sociedad Rural Argentina, t. LII, pàg. 496-498, 1918.
150. La polilla del grano, Sitotrogra cerealilla, Anales de la Sociedad Rural Argentina, t. LII, pàg. 683-585, 1918.
151. La galle et la cécidomyie d'Aeschynomene montevidensis, Physis, IV, pàgs. 312-313, 1918.
152. Description d´une nouvelle espée de Sphex de la République Argentine, Physis, IV, pàgs. 347-48, 1918.
153. Un Bembécido cazador de Hemípteros, Physis, IV, pàgs. 348-49, 1918.
154. Sobre una lepidopterocecidia del lecherón Sapium aucuparium, Physis, IV, pàgs. 356, 1918.
155. Description de deux Coleopteres Cantharides de Catamarca, Physis, IV, pàgs. 360-61, 1918.
156. Description d´un Chalcidien gallicole de la République Argentine, Boletín de la Sociedad Entomológica Francesa, pàg. 82-84, 1918.
157. Nephila riverai, nouvelle araignée argentine, Boletín de la Sociedad Entomológica Francesa, pàg. 82-84, 1918.
158. Sur quelques insectes du Pérou, Revista Chilena de Historia Natural, XXII, pàg. 122-125, 1918.
159. Memoria de los trabajos realizados por el instituto Biológico de la Sociedad Rural Argentina. Sección Entomología, Publicación de la S. R. A., pàgs. 32-36, 1919.
160. La babosa de los perales, Caliroa limacina (Retz.), Anales de la Sociedad Rural Argentina, t. LIII, pàg. 15-17, 1919.
161. El Pulex irritans L., parásito del cerdo, Anales de la Sociedad Rural Argentina, t. LIII, pàg. 443-44, 1919.
162. Una agalla en Brigeron bonaerensis L, Physis, IV, pàgs. 601-2, 1919.
163. Un nuevo género Philoscaptus para Podalgus bonaerensis, Physis, IV, pàg. 602, 1919.
164. Tenthredines nouveau du Chili, Revista Chilena de Historia Natural, XXIII, pàg. 49-50, 1919.
165. Deux Coléoptères Chiliens nouveaux, Anales de Zoología Aplicada, Año VI, pàg. 26-29, 1919.
166. Vespides, Eumenides et Sphegides Sud Americains de la Coll. J de Gaulle, Boletín de la Sociedad Entomológica Francesa, pàg. 391-411, 1919.
167. Description d´un Arceris nouveau de Nouvelle Guinèe, Boletín de la Sociedad Entomológica Francesa, pàg. 411, 1919.
168. El Selifron, Aspiraciones, 2 (8), pàgs. 382-84, 1919.
169. El Eumenes, Aspiraciones, 2 (10), pàgs. 467-69, 1919.
170. Cucilletta d'Insectes au Rio Blanco III Dipteres, Revista Chilena de Historia Natural, XXIII, pàg. 40-44, 1919.
171. Description d´un nouvel Homoptère Chilien. Revista Chilena de Historia Natural, XXIV, pàg. 10-11, 1920.
172. Description d´un nouveau Moustique do Pérou, Description d´un nouvel Homoptère Chilien. Revista Chilena de Historia Natural, XXIV, pàg. 41-43, 1920.
173. Insectes du Pérou, Anales de la Sociedad Científica Argentina, LXXIX, pàgs. 27-55, 1920.
174. Insectes du Pérou II, Anales de la Sociedad Científica Argentina, LXXIX, pàgs. 124-134, 1920.
175. El Bicho de Cesto. Cómo vive, se multiplica y se difunde, Anales de la Sociedad Rural Argentina, t. LIV, pàg. 235-247, 1920.
176. Insectos útiles y dañinos de Río Grande do Sul y del Plata, Anales de la Sociedad Rural Argentina, t. LIV, pàg. 277-283, 1920.
177. La Diatraea saccharalis en la Provincia de Buenos Aires, Anales de la Sociedad Rural Argentina, t. LIV, pàg. 943-948, 1920.
178. Las agallas del Molle de incienso, Aspiraciones, 2 (13), pàgs. 124-134, 1920.
179. Sobre un cristal de marcasita (sulfuro de hierro), Aspiraciones, 2 (15), pàgs. 208-211, 1920.
180. Description d'un nouveau diptére chilien, parasite de Laora variabilis, Anales de Zoología Aplicada, Año VII, pàgs. 12-13, 1920.
181. Un parasite de Notolophus antiqua, Anales de Zoología Aplicada, Año VII, pàg. 15, 1920.
182. Memoria de los trabajos realizados por el instituto Biológico de la Sociedad Rural Argentina. Sección Entomología. 1919-1920, Publicación de la S. R. A., pàgs. 57-62, 1921.
183. La vaquita de la acacia Chapelus medios, Anales de la Sociedad Rural Argentina, t. LV, 1921.
184. Un nuevo Psyllidae de la República Argentina (Gyropsylla ilicola, Revista de la Facultad de Agronomía de La Plata, XIV, pàgs. 82-89, 1921.
185. Notas Coleopterológicas, Revista de la Facultad de Agronomía de La Plata, XIV, pàgs. 163-69, 1921.
186. Hymenóptères nouveau du Chili, Revista Chilena de Historia Natural, XXV, pàg. 128-129, 1921.
187. Catalogue synonymique des Coccinellides du Chili, Revista Chilena de Historia Natural, XXV, pàg. 453-456, 1921.
188. Sur trois Coléoptères chiliens, Revista Chilena de Historia Natural, XXV, pàg. 457-461, 1921.
189. Description d'un nouveau genre et d'une nouvelle espèce D'Ipidae du Chili. Revista Chilena de Historia Natural, XXV, pàg. 433-435, 1921.
190. Los Tabánidos del Plata, Estudios, 20 (4), pàgs. 280-290; (5) pàgs. 366-78; (6) pàgs. 443-55.
191. Description d'un Ceroplastes (Hem. Coccidae) de la République Argentine, et de son parasite (Hym. Chalcididae), Bulletin de la Société Entomologique de France, pàgs. 79-81, 1921.
192. Nouveaux Hyménoptères parasites du Chili. Anales de Zoología Aplicada, VIII, pàgs. 6-8, 1921.
193. Memoria de los trabajos realizados por el instituto Biológico de la Sociedad Rural Argentina. Sección Entomología. 1920-1921, Publicación de la S. R. A., pàgs. 52-55, 1922.
194. El Bicho de Cesto. Campaña 1920-1921. Dos nuevos parásitos. Publicación de la S.R.A., folleto, 26 pàgs., 1922.
195. El pulgón del manzano o pulgón lanígero, Anales Sociedad Rural Argentina, LVI, pàgs. 163-67, 1922.
196. Descripción de varios Coleópteros de Buenos Aires, Anales Sociedad Rural Argentina, LVI, pàg.263-, 1922.
197. Biología de la Synthesiomyia brasiliana, Physis, V (20), pàgs. 292-93, 1922.
198. Himenópteros y dípteros de varias procedencias. Anales Sociedad Científica Argentina, XCIII, pàg. 119-45, 1922.
199. Descripción de varios Coleópteros de Buenos Aires, Anales Sociedad Científica Argentina, XCIIII, pàg. 263-305, 1922.
200. Por dos Bichos (Réplica semicientífica a dos artículos ídem), Buenos Aires, 16 pàgs., 1922.
201. Sur quelques Hyménoptères du Chili, Revista Chilena de Historia Natural, XXVII, pàg. 124-128, 1923.
202. Primera contribución para el conocimiento de los "Strepsiptera" argentinos, Revista de la Facultad de Agronomía de La Plata, XV, pàgs. 41-58, 1923.
203. Himenóptera. Fam. Vespidae: Clypeolybia duckei n. sp, Revista de la Facultad de Agronomía de La Plata, XV, 1923.
204. Una nueva mariposa argentina Allorhodoecia hampsoni, Revista de la Facultad de Agronomía de La Plata, XV, pàgs. 59-64, 1923.
205. Cosas y Otras, Nunquam Otiosus II, 1923.
206. Varios Himenópteros de América del Sud, Nunquam Otiosus II, 1923.
207. Description de deux nouveaux Coléoptères du Chili II, Rehabilitation d´une espèce latreillium, Revista Chilena de Historia Natural, XXVII, pàg. 39-43, 1923.
208. A propósito de la mosca Melieria Pasciata (Wied), Revista Chilena de Historia Natural, XXVII, pàg. 182-184, 1923.
209. Un nouveau Spilochalcis du Chili, Revista Chilena de Historia Natural, XXVII, pàg. 81, 1923.
210. Description d´un nouveau Ciidae du Chili, Revista Chilena de Historia Natural, XXVII, pàg. 29-30, 1923.
211. Note sur un genre et une espèce de Coccinellides australiens passés inapercus, Bulletin de la Société Entomologique de France, pàgs. 227-229, 1923.
212. Memoria de los trabajos realizados por el instituto Biológico de la Sociedad Rural Argentina. Sección Entomología. 1921-1922, Publicación de la S. R. A., pàgs. 40-43, 1923.
213. La polilla del Repollo (Plutella maculipennis Curt.), Anales de la Sociedad Rural Argentina, LVII (4), pàgs. 162-166, 1923.
214. Sur un diptère mineur des feuilles de Salvia splendens et deux hyménoptères ses parasites, Revue de Zoologie Agricole et Appliquée, XXII, pàgs. 153-158, Bordeaux, 1923.
215. Un Phlebotomus nuevo para la República Argentina (Phelebotomus cortellezzii), La Semana Médica, XXX, pàgs. 361-364, 1923.
216. Sur une collection de Coccinellides (et un Phalacoidae) du British Museum, Anales del Museo Nacional, t. XXXIII, pàg. 145-175, 1924.
217. Memoria de los trabajos realizados por el instituto Biológico de la Sociedad Rural Argentina. Sección Entomología. 1922-1923, Publicación de la S. R. A., pàgs. 37-44, 1924.
218. Description d´une galle de Calliandra bicolor et de l'Hyménoptère qui la produit, Revista Facultad de Agronomía, XV, 1924.
219. Quelques insectes du Paraguay, Revista Chilena de Historia Natural, XXVIII, pàg. 67-72, 1924.
220. Sur quelques Diptères chiliens, Revista Chilena de Historia Natural, XXVIII, pàg. 104-111, 1924.
221. Sur les Heliconisa et leurs différences sexuelles, Revista de la Universidad de Buenos Aires, 2n. Sèrie, Secció V, tom I, p. 37, 1924.

- En col·laboració amb el Dr. E. L. Bouvier:

1. Sur quelques insectes de San José de Maipú, Revista Chilena de Historia Natural, XXVIV, pàg. 34-35, 1925.
2. Coléoptères: principalment Coccinellides du British Museum, Nunquam Otiosus III, Imp. Ferrari, 1925.
3. Sur une collection de coccinellides du British Muséum, Anales del Museo Nacional, t. XXXIII, pàg. 144, 1925.
4. Coccinellides du British Muséum avec une nouvelle famille de coléoptères, Anales del Museo Nacional, t. XXXIII, pàg. 195, 1925.
5. Nuestros benefactores anónimos de las plantas: un nuevo insecto útil Sigalphus primus, Revista de la Facultad d'Agronomía, XVI, N.º 1 y 2, pàgs. 57-63, 1925.
6. Parásitos e hiperparásitos de Diatraea saccharalis en la caña de azúcar de Tucumán, Revista Ind. Y Agr. de Tucumán, XVII, N.º 7 y 8, pàgs. 163-166, 1925.
7. Coléoptères et diptères chiliens, Revista Chilena de Historia Natural, XXIX, pàg. 169-173, 1925.
8. Coccinellides du British Museum, Nunquam Otiosus IV, 1925.
9. Coléoptères Sud-Américains, Nunquam Otiosus IV, 1925
10. Un Coléoptère et un Diptère nouveaux de la Géorgie du Sud, Comunicaciones del Museo Nacional de Buenos Aires, t. II, pàg. 169, 1925.
11. Descripción de un gorgojo que ataca la zanahoria: Aulametopiellus dauci n. gen. n. sp., Physis, VIII (30), pàgs. 414-416, 1926.
12. Une nouveau Staphylins (Col.) muricole de la République Argentine, Anales del Museo Nacional, t. XXXIV, pàg. 17, 1926.
13. Florentino Ameghino, Nunquam Otiosus V, 1926.
14. Hyménoptères du Colombia, Nunquam Otiosus V, 1926.
15. Obras y trabajos recibidos, Nunquam Otiosus V, 1926.
16. La lucha biológica contra el Bicho de Cesto (Oecetios kirbyi var. Platensis, Anales Sociedad Científica Argentina, CII, pàgs. 6-33, 1926.
17. Coléoptères et hyménoptères du Cuzco (Pérou), Revista Chilena de Historia Natural, XXX, pàg. 44-48, 1926.
18. Un nouveau Tetrastichus (Chalcididae) parasite dans les nids de Latrodectus mactans, Revista Chilena de Historia Natural, XXX, pàg. 57-58, 1926.
19. Description d'un nouveau genre et nouvelle espèce d'Ulididae du Chili, Revista Chilena de Historia Natural, XXX, pàg. 187-188, 1926.
20. Sur le Syntomaspis laetus (Phil.), chalcidien parasite des galles de Colliguaya odorífera, Revista Chilena de Historia Natural, XXX, pàg. 324-325, 1926.
21. Description provisoire de deux espèces nouvelles d´Anophelinae argentina, P. M. A., 3, 1926.
22. Contribución para el conocimiento de los mosquitos argentinos: descripción de un nuevo Megarhinus: Megarhinus tucumanus, Boletín del Instituto de Clínica Quirúrgica, 2, pàgs. 318–321, 1926.
23. Notas sobre los Anophelinos argentinos, Physis, 8 (30), pàgs. 305-15, 1926.
24. Elementos de mineralogía: texto aprobado por el S.G. para los colegios nacionales y escuelas normales, Buenos Aires, Libr. J. Moly, 1926.
25. Parásitos e hiperparásitos de Diatraea saccharalis en la caña de azúcar de Tucumán (Segunda Parte), Revista Ind. y Agr. de Tucumán, XVIII, 1927.
26. Nouveaux hyménoptères parasites du Chili, Revista Chilena de Historia Natural, XXXI, pàg. 14-16, 1927.
27. Contribución para el conocimiento de los Anopheles Argentinos, C. N. M. (3r.) 7, pàgs. 666-667, 1928.
28. Hyménoptères Sud-Américains du Deustches Entomologisches Institut: Terebrantia, Berlín, Dahlem, 1928.
29. Elementos de Geología, Librería José Moly, Buenos Aires, 1928.
30. Contribution pour la connaissance des chrysomélides du Chili, Revista Chilena de Historia Natural, XXXII, pàg. 204-220, 1928.
31. A Propósito de Masarygus Brèthes y de Sarcophaga caridei Brèthes, Revista de la Sociedad Entomológica Argentina, 2(7), pàgs. 73-74, 1928. (póstumo).